# Bernard Tchoutang
Samuel Bernard Tchoutang (ur. 2 września 1976 w Bafoussam) – kameruński piłkarz, grający na pozycji napastnika, reprezentant kraju.

## Kariera piłkarska

### Kariera klubowa
Rozpoczął karierę piłkarską w miejscowym klubie Racing Bafoussam, skąd w 1992 przeszedł do Tonnerre Jaunde, w którym występował razem z Roger Milla. W 1994 wyjechał do Turcji, gdzie został piłkarzem Belediye Vanspor. Po trzech lat występów został wypożyczony do belgijskiego KRC Genk, ale nie zagrał w nim żadnego meczu. W 1998 przeszedł do klubu Roda JC Kerkrade, w którym spędził 4,5 roku. W końcu lipca 2002 został kupiony do Metałurha Donieck, chociaż Roda proponował przedłużenie kontraktu. W 2004 został wypożyczony do Lierse SK, w którym nie zagrał żadnego meczu, a potem do klubu Viborg FF. Latem 2005 przeszedł do Pahang FA, a w następnym sezonie podpisał kontrakt z klubem Hapoel Petach Tikwa. W sierpniu 2007 przeniósł się do albańskiej drużyny KF Elbasani, w której w 2008 zakończył karierę piłkarską.

### Kariera reprezentacyjna
W latach 1993–2002 bronił barw reprezentacji Kamerunu.